# Frank Austin
Pour les articles homonymes, voir Austin.

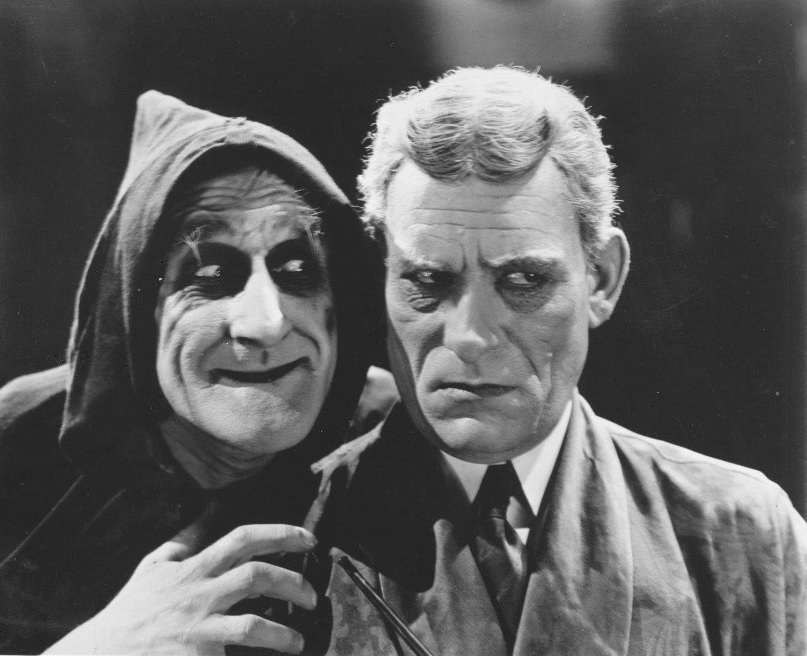
Frank Austin (à g.) et Lon Chaney, dans Le Monstre (1925)

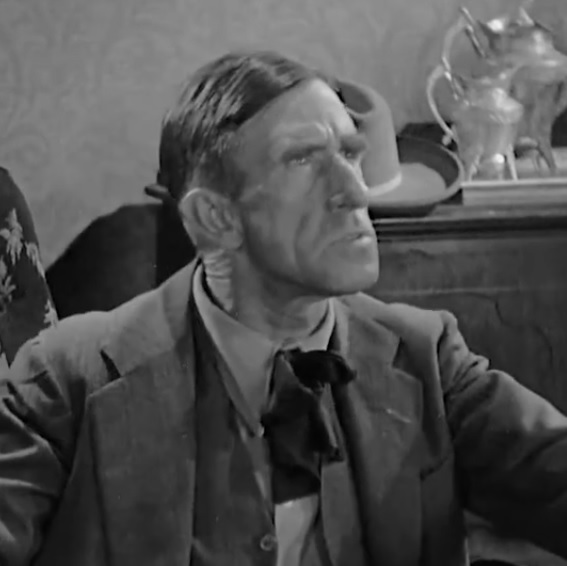
Dans Le Ranch de la terreur (1931)

George Francis « Frank » Austin, né le 9 octobre 1877 à Mound City (comté de Holt, Missouri) et mort le 13 mai 1954 à Los Angeles (Californie), est un acteur américain (parfois crédité George Austin).

## Biographie
Second rôle de caractère, Frank Austin débute au cinéma durant la période du muet, contribuant alors à vingt-cinq films américains sortis entre 1917 et 1928, dont Le Monstre de Roland West (1925, avec Lon Chaney et Gertrude Olmstead).
Son premier film parlant est The Terror de Roy Del Ruth (1928, avec May McAvoy et Louise Fazenda). Suivent près de cent autres films américains, dont le western Le Ranch de la terreur de D. Ross Lederman (1931, avec Buck Jones et John Wayne), cinq réalisations de Frank Capra incluant L'Extravagant Mr. Deeds (1936, avec Gary Cooper et Jean Arthur), L'Étang tragique de Jean Renoir (1941, avec Walter Brennan et Dana Andrews), ou encore Fiancée à vendre de William D. Russell (son antépénultième film, 1949, avec Claudette Colbert et Robert Young). Ses deux derniers films sortent en 1950.
Frank Austin meurt en 1954, à 76 ans.

## Filmographie partielle

### Période du muet (1917-1928)
- 1917 : The Secret of Black Mountain (en) d'Otto Hoffman : George Cooper
- 1922 : Robin des Bois (Robin Hood) d'Allan Dwan : un moine
- 1925 : The Circus Cyclone d'Albert S. Rogell : Joe Dokes
- 1925 : Le Monstre ou Le Docteur X (The Monster) de Roland West : Rigo
- 1925 : The Desert Demon de Richard Thorpe : Dad Randall
- 1926 : Sea Horses d'Allan Dwan : Cheadle
- 1928 : La Fiancée du désert (The Desert Bride) de Walter Lang : le mendiant
- 1928 : La Belle Insurgée (en) (Court Martial) de George B. Seitz : le président Lincoln

### Période du parlant (1928-1950)
- 1928 : The Terror de Roy Del Ruth : le majordome Cotton
- 1930 : La Maison de la peur (The Laurel-Hardy Murder Case) de James Parrott : le majordome
- 1931 : Bad Girl de Frank Borzage : un voisin au bas des marches
- 1931 : Sous les verrous (Pardon Us) de James Parrott : un prisonnier
- 1931 : Le Ranch de la terreur (The Range Feud) de D. Ross Lederman : Jed Biggers
- 1932 : Ombres vers le sud (The Cabin in the Cotton) de Michael Curtiz : un fermier
- 1933 : Scandales romains (Roman Scandals) de Frank Tuttle : un résident de Shantytown
- 1933 : Masques de cire (Mystery of the Wax Museum) de Michael Curtiz : le valet de Winton
- 1934 : Franc Jeu (Gambling Lady) d'Archie Mayo : un membre du conseil syndical
- 1934 : Un jour une bergère (Babes in Toyland) de Gus Meins et Charley Rogers : le juge de paix
- 1934 : Musique dans l'air (Music in the Air) de Joe May : un fermier
- 1935 : L'Enfer (Dante's Inferno) d'Harry Lachman : un photographe
- 1935 : La Gloire du cirque (Annie Oakley) de George Stevens : un ami de Lem
- 1936 : L'Or maudit (Sutter's Gold) de James Cruze : un prospecteur au bar
- 1936 : L'Extravagant Mr. Deeds (Mr. Deeds Goes to Town) de Frank Capra : George Rankin
- 1937 : Une nation en marche (Wells Fargo) de Frank Lloyd : le prospecteur édenté
- 1938 : Vous ne l'emporterez pas avec vous (You Can't Take It With You) de Frank Capra : un voisin
- 1939 : Monsieur Smith au Sénat (Mr. Smith Goes to Washington) de Frank Capra : un inventeur dans l'antichambre du sénateur Smith
- 1940 : Chanson d'avril (Spring Parade) d'Henry Koster : un client
- 1941 : L'Étang tragique (Swamp Water) de Jean Renoir : Fred Ulm
- 1941 : L'Homme de la rue (Meet John Doe) de Frank Capra : Grubbel
- 1941 : Hellzapoppin' de H. C. Potter : un chauffeur
- 1942 : Les Écumeurs (The Spoilers) de Ray Enright : un villageois
- 1943 : Batman (The Batman) de Lambert Hillyer (serial) : un employé d'hôtel
- 1944 : Les Demoiselles Harvey (The Harvey Girls) de George Sidney : un rancher
- 1944 : La Griffe sanglante (The Scarlet Claw) de Roy William Neill : un villageois au pub avec le docteur Watson
- 1947 : Le Maître de la prairie (The Sea of Grass) d'Elia Kazan : un employé de gare
- 1947 : Du sang sur la piste (Trail Street) de Ray Enright : un fermier
- 1948 : L'Enjeu (State of Union) de Frank Capra : le vieux fou
- 1949 : Fiancée à vendre (Bride for Sale) de William D. Russell : l'avocat Beaton
- 1950 : Arizona Territory (en) de Wallace Fox : Jud